# 那霸市歷史博物館

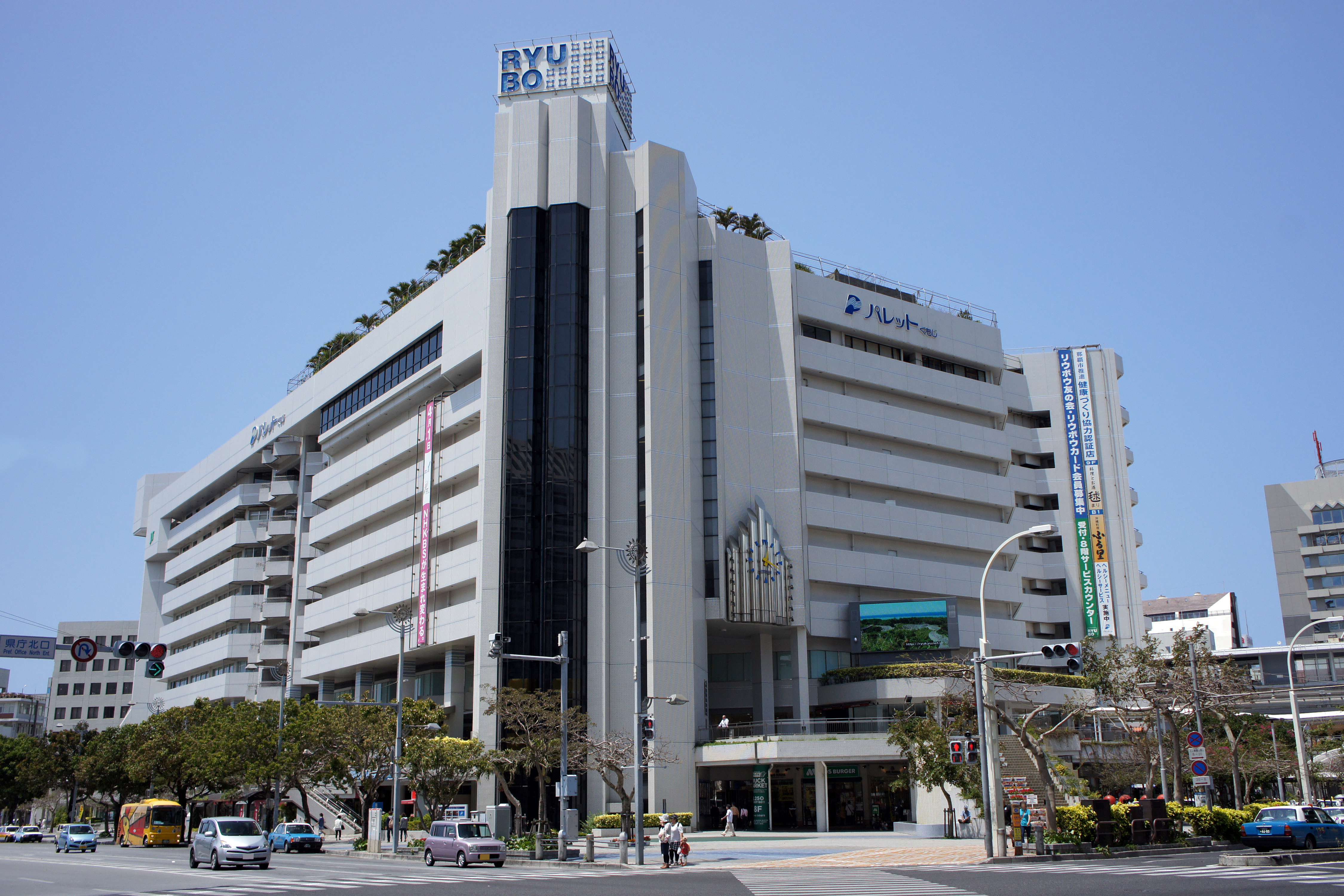

那霸市歷史博物館（日语：那覇市歴史博物館、なはしれきしはくぶつかん）是位於日本沖繩縣那霸市久茂地1丁目的一座博物館，開館於2006年。這座博物館收藏展示和琉球國王尚家有關的國寶資料。

## 外部連結
- 那覇市歴史博物館 
  - デジタルミュージアム : 那覇市歴史博物館 （页面存档备份，存于）